# برووینو
برووینو (به لاتین: Brwinów) یک شهر در لهستان است که در گمینا بروینوو واقع شده‌است. برووینو ۱۰٫۰۶ کیلومتر مربع مساحت و ۱۲٬۱۳۱ نفر جمعیت دارد.